# Голландская экспедиция (1799)
Русско-английская экспедиция 1799 года в Голландию (англ. Anglo-Russian expedition to Holland) — военная операция совместного вспомогательного русско-английского корпуса в Нидерландах (Голландии) во время войны второй коалиции, один из эпизодов французских революционных войн.

## Предыстория
В мае 1799 года правительство Великобритании обратилось к русскому императору Павлу I с просьбой о принятии участия в свержении установленной в Нидерландах марионеточной профранцузской Батавской республики и восстановлении там прежней власти под владычеством штатгальтера Вильгельма Оранского. Главной целью ставилось вытеснение французов из страны, дружественность которой поспособствовала бы значительным преимуществам: как и военным, так и морским, так и финансовым; а также захвату или полному уничтожению голландского флота. Государь согласился на предложение британцев, тем более что в это время русские войска под командованием Суворова противостояли французам на севере Италии (Итальянский поход Суворова). Однако первоначальные планы императора о привлечении на свою и Британии сторону Пруссии, Швеции и Дании не осуществились.
11 июня 1799 года был подписан договор, по условиям которого Россия обязывалась снарядить экспедиционный корпус численностью около 17,5 тысяч человек, а Британия — корпус численностью 8-13 тысяч человек (впоследствии — 30 тыс. человек). Кроме того, британская сторона оплачивала все расходы и обеспечивала перевозку русского корпуса на своих судах. Главнокомандующим всей экспедиции был назначен Фредерик, герцог Йоркский. Русские войска были под командованием генерал-лейтенанта Ивана Германа фон Ферзена.
В самой же Голландии всё ещё оставалось много приверженцев власти принцев Оранских, т.н. оранжистов. Недовольство вызывали введённые французами повышенные налоги. Численность армии Батавской республики достигала 20 тыс. человек. Численность же французских войск в Нидерландах составляла около 15 тысяч, что было обусловлено в том числе и тем, что часть французских войск была отправлена для усиления армий в Швейцарии и на Рейне. Командующими всех этих сил был Гийом Брюн. Сравнительная малочисленность подчинённой ему армии отчасти компенсировалось местными условиями, обеспечивавшими много удобных оборонительных позиций и затруднявшими наступательные действия.
Организация русского экспедиционного корпуса прошла отвратительно (что в дальнейшем сыграет на руку Брюну): формирование дивизий и бригад произошло только перед самой посадкой на суда, а отдельные сводно-гренадерские батальоны были вообще собраны из служащих разных полков. Командиры подразделений не были ознакомлены со своими подчинёнными. Кроме того, нередки были случаи дружеского огня, поскольку части не успели как следует усвоить отличия в форме обмундирования. В итоге русский корпус не представлял собой единого организационного целого.

## Ход боевых действий

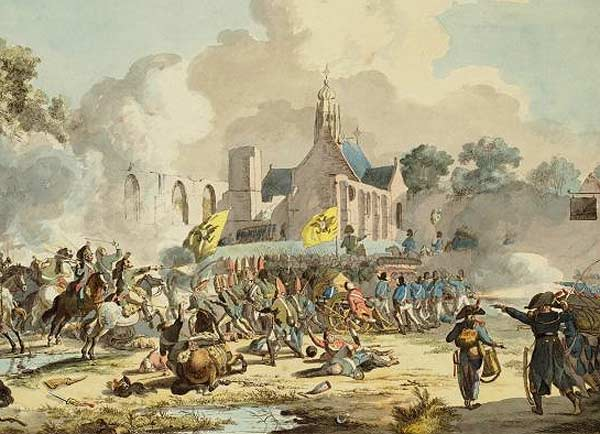
Битва у Бергена

27 августа передовая британская дивизия генерала Ральфа Аберкромби высадилась на голландский берег между городом Хелдер и селением Гроте-Кетен (нидерл. Groote Keeten). Высадке пыталась помешать голландская дивизия генерала Хермана Данделса, однако её атака была отражена. Голландский флот, возглавляемый капитаном Теодором ван Капелленом, 30 августа сдался англичанам. Войска Аберкромби заняли местность, называемую Зейпе, где и закрепились, генерал стал выжидать прибытия остальных войск. Атака, предпринятая 10 сентября французами при Краббендаме, была отбита, после чего Брюн обратил все своё внимание на преграждение доступа к Харлему и Амстердаму.
К этому времени стала прибывать остальная часть англо-русских войск. К 18 сентября весь экспедиционный корпус, 31000 британских солдат и 17000 русских (а также 60 орудий русской армии), был окончательно собран. Наступившая осенняя погода сильно затруднила ход операции: из-за дождей и штормов уровень воды увеличился, из-за чего низменности были залиты и стали труднопроходимыми. Войска оставались на бивуаки без палаток и шалашей, также осложнилась и логистика — доставка транспортов была крайне затруднена. Помимо этого, в русских частях корпуса не было обозов, солдаты страдали от непривычной пищи, лошади так и не были доставлены, из-за чего вплоть до самого конца экспедиция кавалеристы оставались пешими, артиллерийские орудия запрягались только парой и передвигались с величайшим трудом.
Медлительность союзников была использована генералом Брюном, по приказу которого разбросанные по стране части были подтянуты, в итоге собравший армию численностью 22 000 человек.
С высадкой последних частей русских войск, герцог Йоркский отдал приказ о безотлагательной атаке войск противника, занимавшего позицию в городе Бергене и его окрестностях. В её результате 19 сентября прошла битва у Бергена, окончившаяся неудачей. Наибольший ущерб был нанесён русским частям корпуса, которые уже заняли Берген, но, встреченные контратакой превосходящих сил и своевременно не поддержанные, были со значительными потерями выбиты оттуда. Генерал И. И. Герман попал в плен к французам. Экспедиционный корпус был вынужден отступить на прежние позиции, при этом понеся потери в около 4 тыс. человек: русская армия потеряла до 3 тыс. человек (включая генерала Михаила Жеребцова), британская — около тысячи.
Положение корпуса только ухудшилось, всякая надежда на содействие оранжистов выветрилась. Армия противника же, напротив, была усилена новыми подкреплениями, а боевой дух только повысился. Ввиду того, что при сражении при Бергене 19 сентября вовсе не участвовало до 15 тыс. войска, герцог Йоркский решил предпринять новую атаку против французов и голландцев, занимавших приблизительно прежние свои позиции. Состоявшееся 2 октября сражение при Алкмаре не имело решительных результатов, однако так как союзникам удалось обойти французскую позицию слева, то в ночь с 21 на 22 сентября Брюн отвёл свои войска к Бевервейку, заняв под ним новую позицию. Здесь 6 октября в сражении при Кастрикуме франко-батавские войска вновь были атакованы англо-русским корпусом. В этом сражении между действиями отдельных колонн атакующего не было ни малейшей связи. Вся тяжесть боя в итоге легла на русские войска, а успех заключался лишь в занятии нескольких селений, в то время как потери доходили почти до 2,5 тыс. человек.

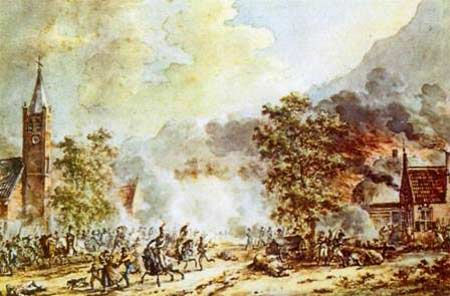
Битва при Кастрикуме

Положение англо-русского корпуса стало критическим, из строя выбыло до 10 тысяч человек, в то время как в строю оставалось не более 18 тысячи, госпитали были переполнены больными. Подвоз продовольствия всё больше затруднялся. Между тем логистика войск противника не испытывала трудностей, снабжение войск и новые подкрепления происходили беспрепятственно благодаря средствам богатой страны в тылу. Ввиду всего этого, на военном совете экспедиционного корпуса было принято решение о возврате в Великобританию, а чтобы посадка войск на суда могла совершиться беспрепятственно, приступили к переговорам с Брюном. Он согласился заключить с союзниками конвенцию, главные условия которой состояли в том, что к 19 ноября экспедиционные войска обязывались покинуть Голландию, сдать батареи Хелдера и возвратить пленных французов и голландцев. 5 ноября в Англию отплыли первые части союзных войск, а к 8 ноября уже последние покинули Нидерланды.
После окончания экспедиции русские части были дислоцированы на островах Джерси и Гернси, однако и там русским солдатам пришлось вытерпеть много лишений. Лишь в сентябре 1800 года экспедиционный корпус вернулся домой.

## Итоги
Результаты экспедиции стали удовлетворительными лишь для Британии, поскольку ей удалось безвозвратно овладеть голландским флотом, так как его условия конвенции не коснулись. России же она не принесла никакой выгоды. Более того, Россия вскоре после окончания провальной для неё экспедиции вышла из антинаполеоновской коалиции.

## В культуре
Предположительно, трагедии экспедиции посвящена русская протяжная народная песня «Ой, да ты, калинушка». В песне поётся о полку солдат, плывущих на корабле, тоскующих по родине, близким и просящихся домой.